# TT56

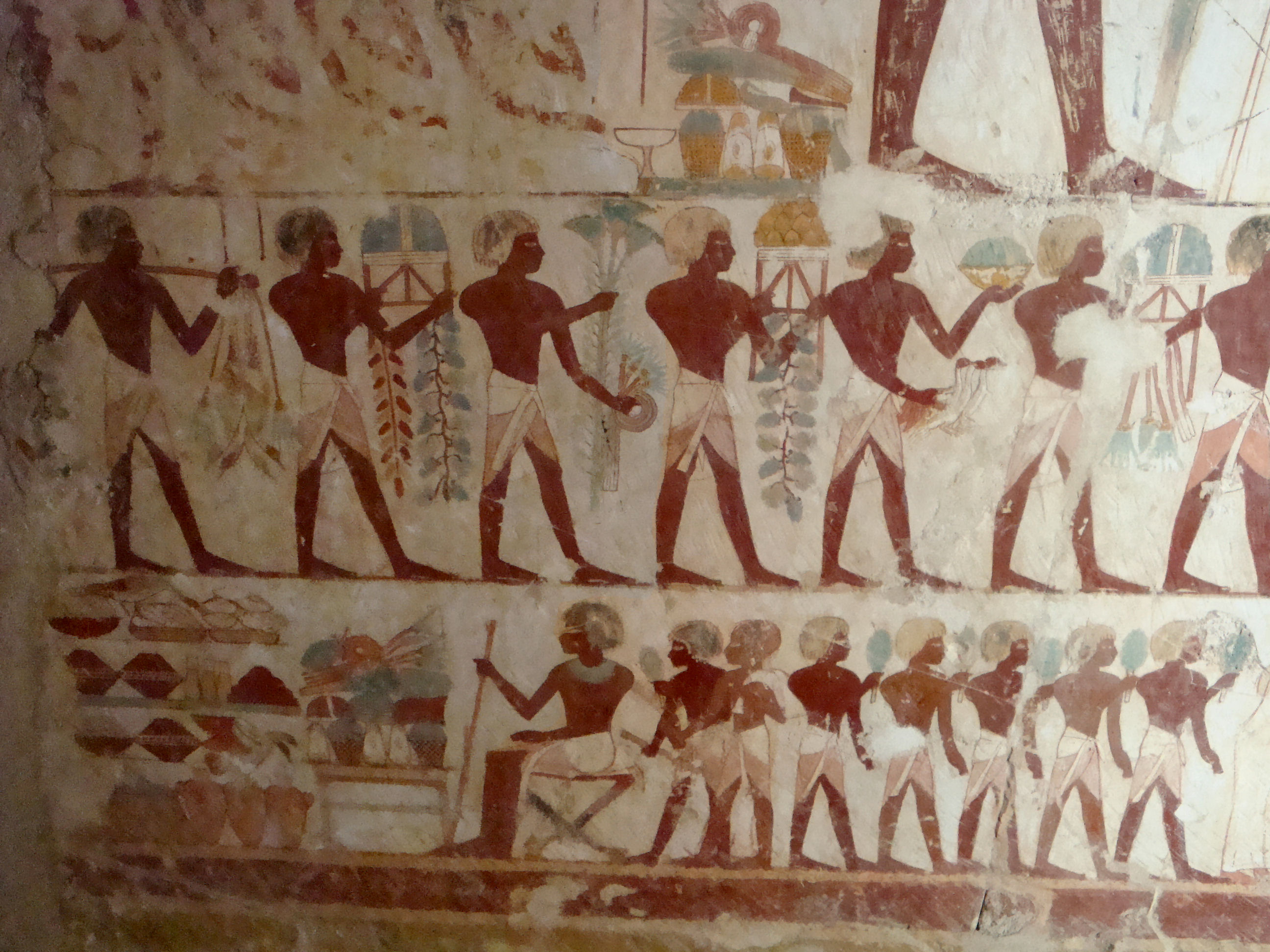
Tomba TT56 de Userhat. Ofrenes.

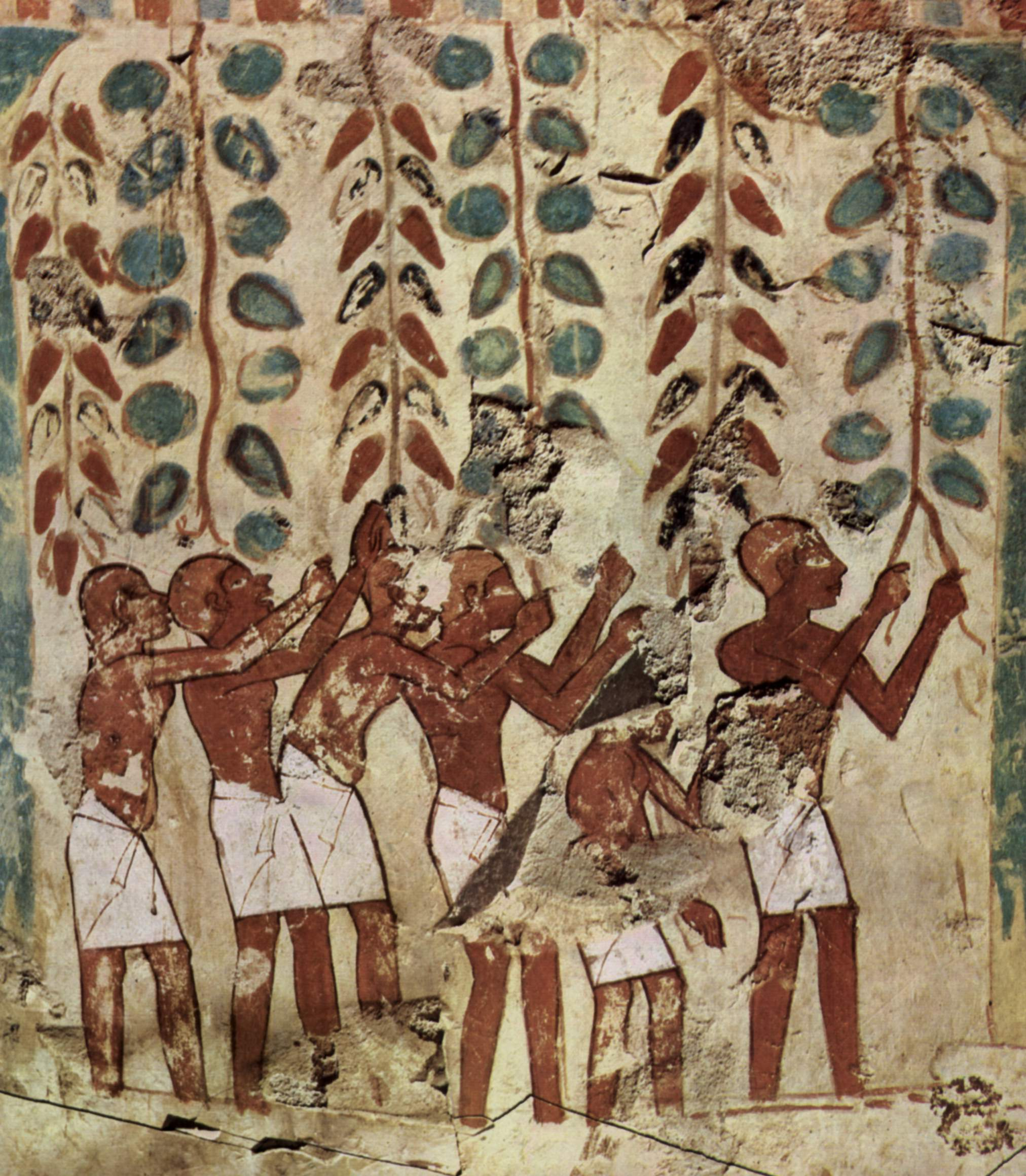
Tomba TT56 de Userhat. Trepitjat de raïm.

La tomba tebana TT56 està situada a Sheij Abd el-Qurna, formant part de la necròpoli tebana, en la riba oest del Nil, enfront de Luxor. És el lloc d'enterrament del funcionari civil de l'Antic Egipte Userhat, que va ser escriba real i nen de la guarderia real (nen de Kep), durant el regnat d'Amenhotep II, de la dinastia XVIII. També s'hi va enterrar la seva esposa Mutneferet.
La TT56 és una de les tombes de nobles millor conservades de Tebes occidental i els seus relleus presenten diverses escenes quotidianes pintades amb brillants colors. Es representa al difunt Userhat i a la seva esposa Mutneferet rebent regals i presents en el més enllà i la seva supervisió del recompte anual del bestiar o una ofrena de flors al rei.
No obstant això, aquesta tomba presenta algunes escenes delicioses que són més rares de veure en altres tombes, com la cria de bestiar i la perruqueria. Les escenes de caça tenen una composició dinàmica, intentant simular el moviment.
El plànol de la tomba presenta una forma en T, encara que va ser excavada amb un gir de 180° sobre l'orientació habitual en trobar-se amb problemes geològics a la zona. Es disposa, després de l'entrada una primera càmera (amb falsa porta pintada imitant granit), a la qual la segueix una sala llarga i un nínxol final on estaven les estàtues sedents del matrimoni. Avui en dia només es conserva la de Mutneferet.

## Pintures
La seva tomba va ser ocupada, en els primers temps del cristianisme, per anacoretes coptes que van dibuixar en les parets imitacions pictòriques dels temes faraònics que s'hi representaven i diverses creus cristianes que han deteriorat, lamentablement i irreversiblement, algunes de les superfícies pintades dels murs.
Aquesta morada de l'eternitat ens presenta una gran diversitat de temes tractats de manera molt diversa, la qual cosa potser s'explica per la intervenció de diversos pintors de sensibilitat i estil molt diferents. Les cambres decorades de la tomba estan excavades en la roca i s'hi accedeix mitjançant un pati. Per la porta d'accés penetra la llum natural, amb la qual ressalten els colors de les composicions pictòriques. Un gran plafó ens mostra Userhat practicant la caça en el desert muntat en un carro lleuger tirat per dos cavalls. Sota l'allau de fletxes que el caçador dispara, hi ha una varietat d'animals: gaseles, guineus i llebres s'arremolinen en una confusió plena de vida i moviment que contrasta amb la pintura hieràtica i molt tradicional del personatge d'Userhat. La fotografia escollida ens presenta un detall d'aquesta atapeïda composició en què cada figura per separat constitueix una incontestable obra d'art. La llebre, que només fa vint centímetres de longitud, ha estat traspassada per una de les fletxes i, malgrat això, mira d'escapar-se saltant per sobre d'un altre animal moribund.
En el suport rocós, que solament ha rebut una lletada de calç, s'acusen les imperfeccions de la superfície calcària, causades per la presència de xenes silícies molt més dures sobre algunes de les quals l'artista ha pintat sense cap preparació prèvia. La gamma colorista es compon, quasi exclusivament, d'ocres de diferents gradacions que en altres llocs de la tomba es complementen hàbilment amb les tonalitats blaves i verdes dels matolls del desert.